# Сборная Омана по пляжному футболу
Сборная Омана по пляжному футболу (араб. منتخب عمان لكرة القدم الشاطئية‎) — национальная команда, которая представляет Оман на международных соревновательных дисциплинах по пляжному футболу. Управляется Футбольной ассоциацией Омана. Сборная Омана 4 раза участвовала в чемпионатах мира, но ни разу не преодолевала групповой этап. В 2024 году команда под руководством Талиба Аль Танави выступит на чемпионате мира, который пройдёт в ОАЭ.
По состоянию на ноябрь 2023 года Оман в мировом рейтинге пляжного футбола занимает 17 место.

## История
На международном уровне сборная Омана впервые выступила в 2008 году на Пляжных Азиатских играх, сумев выйти в финал, где обыграла ОАЭ (3:1). Дебют на чемпионате мира для Омана состоялся в 2011 году. Тогда в своей группе команда уступила Аргентине, Сальвадору и Португалии, что не позволило ей выйти в следующий раунд. В общей сложности Оман 4 раза играл на мундиале, но ни разу не не преодолевал групповой этап.
Оман участвовал в 7 из 10 розыгрышей Кубка Азии, где один раз занимал первое место (2015), один раз финишировал с серебряными наградами (2011) и три раза оставался с бронзой (2009, 2019, 2023). Команда выступала на первом розыгрыше Межконтинентального кубка в 2011 году. В 2010 году Оман стал победителем Кубка Касабланки, а в 2019 году — Кубка Неома.
В 2023 году Оман был приглашён на Игры стран СНГ, где уступил в матче за третье место сборной России (3:7). Кроме того, в этом году команда заняла второе место на Арабском кубке.
Бессменным главным тренером команды является Талиб Аль Танави, руководившей командой на всех чемпионатах мира с участием Омана. Главной звездой в составе Омана является Хани ад-Дабит, который перешёл из большого футбола в пляжный в 2008 году.

## Состав
Состав сборной Омана для участия в чемпионате мира по пляжному футболу 2024 года в ОАЭ, объявленный в феврале 2024 года главным тренером Талибом Аль Танави.
| №  | Амплуа | Игрок                         | Дата рождения / возраст | Клуб         |
| -- | ------ | ----------------------------- | ----------------------- | ------------ |
| 1  | Вр     | Саид Аль-Фарси                | 31.01.1988, 36 лет      | Аль-Сиб      |
| 2  | Нап    | Абдулла                       | 10.08.1993, 30 лет      | Курайят      |
| 3  | Нап    | Мусаллам Аль-Араими           | 01.10.2004, 19 лет      | Сур          |
| 4  | Уни    | Яхья                          | 13.01.1998, 26 лет      | Сахам        |
| 5  | Защ    | Мандхар Хамед Аль-Араими      | 22.05.1984, 39 лет      | Аль-Оруба    |
| 6  | Защ    | Абдулрахман Аль-Фазари        | 12.05.1997, 26 лет      | Сахам        |
| 7  | Нап    | Яодхан Аль-Хандаси            | 24.6.2000, 23 года      | Аль-Сиб      |
| 8  | Уни    | Нух Салим Абдулла Аль-Заджали | 10.08.1991, 32 года     | Аль Муссанна |
| 9  | Уни    | Ахмед                         | 20.07.1998, 25 лет      | Аль Муссанна |
| 10 | Нап    | Халид                         | 17.03.1992, 31 год      | Аль-Сиб      |
| 11 | Уни    | Салим                         | 30.03.1997, 26 лет      | Аль-Оруба    |
| 12 | Вр     | Юнис Аль-Оваиси               | 29.01.1993, 31 год      | Аль-Шабаб    |

## Достижения
Кубок Азии по пляжному футболу
- Первое место: 2015
- Второе место: 2011
- Третье место (3): 2009, 2019, 2023

## Статистика

### Чемпионат мира
| Год            | Раунд                  | Место                  | И                      | В                      | П                      | ГЗ                     | ГП                     |
| -------------- | ---------------------- | ---------------------- | ---------------------- | ---------------------- | ---------------------- | ---------------------- | ---------------------- |
| с 1995 по 2008 | Не участвовала         | Не участвовала         | Не участвовала         | Не участвовала         | Не участвовала         | Не участвовала         | Не участвовала         |
| 2009           | Не прошла квалификацию | Не прошла квалификацию | Не прошла квалификацию | Не прошла квалификацию | Не прошла квалификацию | Не прошла квалификацию | Не прошла квалификацию |
| 2011           | Групповой этап         | 15 место               | 3                      | 0                      | 3                      | 7                      | 15                     |
| 2013           | Не прошла квалификацию | Не прошла квалификацию | Не прошла квалификацию | Не прошла квалификацию | Не прошла квалификацию | Не прошла квалификацию | Не прошла квалификацию |
| 2015           | Групповой этап         | 9 место                | 3                      | 1                      | 2                      | 11                     | 11                     |
| 2017           | Не прошла квалификацию | Не прошла квалификацию | Не прошла квалификацию | Не прошла квалификацию | Не прошла квалификацию | Не прошла квалификацию | Не прошла квалификацию |
| 2019           | Групповой этап         | 12 место               | 3                      | 1                      | 2                      | 9                      | 16                     |
| 2021           | Групповой этап         | 13 место               | 3                      | 1                      | 2                      | 8                      | 11                     |
| 2024           |                        |                        |                        |                        |                        |                        |                        |
| 2025           |                        |                        |                        |                        |                        |                        |                        |
| Всего          | 5/23                   | 5/23                   | 12                     | 3                      | 9                      | 35                     | 53                     |

### Кубок Азии
| Год            | Раунд           | Место          | И              | В              | П              | ГЗ             | ГП             |
| -------------- | --------------- | -------------- | -------------- | -------------- | -------------- | -------------- | -------------- |
| с 2006 по 2008 | Не участвовала  | Не участвовала | Не участвовала | Не участвовала | Не участвовала | Не участвовала | Не участвовала |
| 2009           | Матч за 3 место | 3 место        | 5              | 3              | 2              | 11             | 15             |
| 2011           | Финал           | 2 место        | 6              | 5              | 1              | 28             | 15             |
| 2013           | Матч за 5 место | 5 место        | 5              | 4              | 1              | 22             | 14             |
| 2015           | Финал           | Победитель     | 6              | 5              | 0              | 32             | 12             |
| 2017           | Групповой этап  | 7 место        | 2              | 1              | 1              | 6              | 6              |
| 2019           | Матч за 3 место | 3 место        | 5              | 4              | 1              | 19             | 14             |
| 2023           | Матч за 3 место | 3 место        | 6              | 5              | 2              | 35             | 10             |
| Всего          | 7/10            | 7/10           | 35             | 28             | 8              | 153            | 86             |